# Тинаяни
Каньон Тинаяни (исп. Cañón del Tinajani) или Каньон Дьявола — скальное образование естественного происхождения в перуанском регионе Пуно. Каньон находится в 11 километрах к югу от города Аявири, столицы провинции Мельгар на высоте 3830 метров над уровнем моря. В каньоне имеются многочисленные каменные фигуры, сооружение которых в легендах приписывалось древним могущественным цивилизациям, либо пришельцам.
Высокие изваяния из камня действительно кажутся гигантскими статуями людей, которые сильно пострадали от времени. Однако, научные исследования опровергли версию искусственного происхождения и доказали, что «статуи» получились в результате выветривания.